# Khargapur
Khargapur è una suddivisione dell'India, classificata come nagar panchayat, di 12.412 abitanti, situata nel distretto di Tikamgarh, nello stato federato del Madhya Pradesh. In base al numero di abitanti la città rientra nella classe IV (da 10.000 a 19.999 persone).

## Geografia fisica
La città è situata a 24° 49' 0 N e 79° 9' 0 E e ha un'altitudine di 304 m s.l.m..

## Società

### Evoluzione demografica
Al censimento del 2001 la popolazione di Khargapur assommava a 12.412 persone, delle quali 6.623 maschi e 5.789 femmine. I bambini di età inferiore o uguale ai sei anni assommavano a 2.271, dei quali 1.214 maschi e 1.057 femmine. Infine, coloro che erano in grado di saper almeno leggere e scrivere erano 6.268, dei quali 3.933 maschi e 2.335 femmine.